# باب برایان
باب برایان (انگلیسی: Bob Bryan؛ زاده ۲۹ آوریل ۱۹۷۸) یک تنیس‌باز اهل ایالات متحده آمریکا است.